# Skoki
Skoki là một thị trấn thuộc huyện Wągrowiecki, tỉnh Wielkopolskie ở trung-tây Ba Lan. Thị trấn có diện tích 11 km². Đến ngày 1 tháng 1 năm 2011, dân số của thị trấn là 4003 người và mật độ 357 người/km².